# Abd-Al·lah Khan Uzbek
Abd-Al·lah Khan Uzbek fou un noble i general mogol del segle xvi que va governar breument a Malwa. Era fill de Ayesha Sultan Begum, filla del sultà timúrida Hussayn Bayqara i net de Zubayda Akasha, neta de l'arabshàhida Timur Shaykh. Ayesha era vídua de Kasim Sultan (amb el que va tenir un fill de nom Kasim Husayn Sultan) i casada en segones noces amb el seu parent Buran o Burhan Sultan.
El 1526 va servir a l'exèrcit mogul al Gran Khorasan i el 1530 encara estava a l'exèrcit i les forces dels uzbeks xaibànides foren decisives contra Rana Sanga. Va servir sota Babur i Humayun i quan aquest fou derrotat a Chausa el 1539, Ayesha Begum fou assassinada.
Va participar després a les campanyes de Humayun a Panjab i Sind. Quan Kamran es va revoltar a Kandahar li va donar suport però després es va tornar a posar al servei de Humayun quan aquest va recuperar Kabul i Kandahar. Va servir amb l'emperador a les campanyes de Balkh i Badakhxan (1548-1549).
En aquest temps es va casar amb una filla de Kasim Barlas, el sultà kazakh de la línia de djudji i va tenir un paper destacat en la restauració d'Humayun i en la guerra contra els sur afganesos.
Sota Akbar el Gran es va destacar en la batalla de Panipat del 5 de novembre de 1556 i va rebre el títol de Shadjaat kan i el djagir (territori en feu) de Kalpi. Després es va unir a les forces imperials contra Khan Zaman Alu Kuli Uzbek, governador de Djawnpur; a l'any següent va participar en la reconquesta de Malwa a Baz Bahadur, per a la que li fou concedida plena autoritat i un rang molt alt, però després aquest li fou retirar per Akbar, amoinat de què no tingués massa poder.
Abd Allah es va revoltar a Malwa, però va haver de fugir amb el seu fill cap a la cort de Gangiz Khan a Gujarat però aquest fou pressionat per entregar-lo i llavors va retornar a Malwa, per acabar refugiat a la cort del seu antic enemic Khan Zaman governador de Djawnpur. La data de la seva mort és desconeguda.